# Inmigración india en el Perú
Este artículo trata sobre la gente originaria de la India. Para los grupos étnicos nativos del Perú, llamados algunas veces «indios», véase Anexo:Pueblos originarios del Perú.
Los indios en el Perú forman una pequeña minoría en el país y es una de las poblaciones más pequeñas de la diáspora india. De acuerdo con el Ministerio de Asuntos Exteriores de la India, había alrededor de 285 indios viviendo en el Perú, a partir de agosto del 2011. Para el 2017, la población india en el país llegaba a 626 ciudadanos indios, según las estadísticas oficiales del INEI y la Organización Internacional para las Migraciones.

## Historia migracional
Los primeros inmigrantes de la India que han llegado al Perú eran hombres de negocios que habían ido allí a principios de los años 1960. Después, la comunidad creció en número marginalmente hasta principios de los años 1980, después de lo cual muchos de sus miembros se fueron debido a la grave crisis local económica y la inseguridad del periodo de violencia 1980-2000 prevaleciente. Los que tienen parientes en otros países de América Latina se unieron a ellos. En los últimos años, el tamaño de la comunidad se ha mantenido estable.
También hay un pequeño número de profesionales extranjeros de la India en el país y algunos de ellos han obtenido la nacionalidad peruana —no más de diez de un total de casi cuarenta personas.

## Cultura
Mientras se organizan algunas actividades culturales de la India, en general, la comunidad india en el Perú mantiene un perfil bajo. Debido a la gran distancia que separa a la comunidad de la India, el interés de su país de origen se limita a los grandes eventos, principalmente derivados de la navegación de vez en cuando en el internet. Pero ser invariablemente primeras generaciones de migrantes, muchos de ellos de vez en cuando visitan la India.
La mayoría de ellos sólo hablan su lengua materna y el español, con un puñado de inglés.